# チュチェ思想研究会
チュチェ思想研究会（チュチェしそうけんきゅうかい、朝鮮語: 주체사상연구회）とは、朝鮮民主主義人民共和国（北朝鮮）及び朝鮮労働党の公式政治思想であるチュチェ（主体）思想を信奉する北朝鮮国外の団体。略称は「チュチェ研」。現在のチュチェ思想研究会全国連絡会の会長は、佐久川政一沖縄大学名誉教授。
ここでは、特に断りがない限り、日本国内の組織について述べる。

## 概要
チュチェ思想国際研究所事務局編『チュチェ思想国際研究所』によると、1969年4月にアフリカのマリ共和国で組織的に学ばれたのが、チュチェ思想海外進出の嚆矢とされている。
日本においては、1971年に尾上健一が設立した「群馬朝鮮問題研究会」が起源である。その後、日本各地に「チュチェ思想研究会」が多く設立された。1974年には、全国組織としてチュチェ思想研究会全国連絡会が設立されている。大小さまざまな「チュチェ研」があるが、その中でも最大規模の団体が日本教職員チュチェ思想研究会全国連絡協議会である。

## 主な活動
| 日付           | 場所                         | イベント                                                          | 主催 |
| -------------- | ---------------------------- | ----------------------------------------------------------------- | --- |
| 2011年1月8日   | 沖縄県立博物館・美術館       | チュチェ思想新春セミナー                                          | 沖縄チュチェ思想研究所連絡会（チュチェ思想国際研究所後援）                                                         |
| 2012年1月8日   | 沖縄県立博物館・美術館       | チュチェ思想と世界の自主化に関するセミナー                        | 日本チュチェ思想研究会全国連絡                                                                                     |
| 2012年2月11日  | 大阪                         | チュチェ思想と日朝関係正常化のためのシンポジウム                  | キムジョンイル著作研究会全国連絡協議会、関西日朝友好の会                                                           |
| 2012年5月3日   | 東京                         | 金日成・金正日主義研究会結成集会                                  | 金日成・金正日主義研究会結成準備委員会、（チュチェ思想国際研究所後援）                                             |
| 2012年12月18日 | 東京                         | 金正日総書記を偲ぶ会                                              | チュチェ思想国際研究所、金日成・金正日主義研究会、朝鮮の自主的平和統一支持日本委員会、チュチェ思想研究会全国連絡会 |
| 2013年12月16日 | 東京                         | チュチェ思想国際研究所の定例研究会                                | チュチェ思想国際研究所                                                                                             |
| 2014年1月12日  | 沖縄県立博物館・美術館       | 未来を拓くチュチェ思想全国セミナー                                | チュチェ思想研究会全国連絡会、金日成・金正日主義研究沖縄連絡会、沖縄日朝友好の会                                   |
| 2015年9月22日  | 東京                         | チュチェ思想研究セミナー                                          | 金日成・金正日主義研究全国連絡会、チュチェ思想国際研究所                                                           |
| 2016年1月10日  | 沖縄県立博物館・美術館       | チュチェ思想新春セミナーと新春 芸術と交流の夕べ                   | 沖縄・朝鮮友好の会、金日成・金正日主義研究沖縄連絡会                                                               |
| 2017年1月8日   | 沖縄県立博物館・美術館       | チュチェ思想新春セミナー                                          | 沖縄・朝鮮友好の会、（金日成・金正日主義研究全国連絡会後援）                                                       |
| 2017年7月22日  | 東京                         | 自主と平和のためのチュチェ思想全国セミナー                        | 金日成・金正日主義研究全国連絡会、チュチェ思想国際研究所                                                           |
| 2018年1月8日   | 東京                         | 新春の集い                                                        | チュチェ思想国際研究所、金日成・金正日主義研究関東連絡会                                                           |
| 2019年1月12日  | 沖縄県立博物館・美術館       | チュチェ思想新春セミナー                                          | 金正恩著作研究会、金日成・金正日主義研究沖縄連絡会                                                                 |
| 2020年1月11日  | 沖縄県立博物館・美術館       | チュチェ思想新春セミナー                                          | 金正恩著作研究会、金日成・金正日主義研究沖縄連絡会                                                                 |
| 2020年10月10日 | 東京                         | 朝鮮労働党創建75周年祝賀 チュチェ思想と自主・平和のためのセミナー | チュチェ思想国際研究所、朝鮮の自主的平和統一支持日本委員会、金日成・金正日主義研究全国連絡会                       |
| 2021年1月9日   | 沖縄                         | 新春の集い                                                        | 金日成・金正日主義研究沖縄連絡会                                                                                   |
| 2021年2月6日   | 静岡市                       | 朝鮮労働党第8回大会報告会―チュチェ思想と日朝友好 向春の集い       | 金日成・金正日主義研究全国連絡会、静岡チュチェ思想研究会、（朝鮮の自主的平和統一を支持する日本委員会後援）         |
| 2021年4月3日   | 郡山市                       | 太陽節祝賀 チュチェ思想に関する研究会                             | 金日成・金正日主義研究福島連絡会                                                                                   |
| 2021年12月11日 | 群馬県                       | 金日成･金正日主義研究群馬連絡会の総会と研究会                     | 金日成･金正日主義研究群馬連絡会                                                                                    |
| 2021年12月15日 | オンライン                   | チュチェ思想・アジアセミナー                                      | インドのアジア・チュチェ思想研究所                                                                                 |
| 2022年1月9日   | 沖縄県                       | チュチェ思想新春セミナー                                          | 金日成・金正日主義研究全国連絡会、沖縄チュチェ思想研究連絡会                                                       |
| 2022年2月12日  | 高知市                       | チュチェ思想と日朝友好・平和の集い                                | 高知チュチェ思想研究会、（チュチェ思想国際研究所後援）                                                             |
| 2022年4月9日   | 東京                         | チュチェ思想研究全国集会                                          | 金日成・金正日主義研究全国連絡会、（チュチェ思想国際研究所後援）                                                   |
| 2023年1月8日   | 沖縄県立博物館・美術館       | チュチェ思想研究全国集会                                          | 金日成・金正日主義研究全国連絡会                                                                                   |
| 2023年1月10日  | 東京都としま区民センター     | 定例研究会                                                        | チュチェ思想国際研究所                                                                                             |
| 2023年2月12日  | 大阪市・難波市民学習センター | チュチェ思想全国セミナー                                          | 金日成・金正日主義研究全国連絡会（チュチェ思想国際研究所後援）                                                     |
| 2023年4月15日  | 東京・大塚嘉ノ雅茗渓館       | チュチェ思想研究セミナー                                          | チュチェ思想国際研究所、金日成・金正日主義研究全国連絡会                                                           |